# Палладийдигафний
Палладийдигафний — бинарное неорганическое соединение, интерметаллид
палладия и гафния
с формулой Hf2Pd,
кристаллы.

## Получение
- Сплавление стехиометрических количеств чистых веществ:

{\displaystyle {\mathsf {Pd+2Hf\ {\xrightarrow {1415^{o}C}}\ Hf_{2}Pd}}}

## Физические свойства
Палладийдигафний образует кристаллы
тетрагональной сингонии,
пространственная группа I 4/mmm,
параметры ячейки a = 0,3251 нм, c = 1,105 нм, Z = 2,
структура типа дисилицида молибдена MoSi2
.
Соединение образуется по перитектической реакции при температуре 1415 °C.